# Aeon Flux
Aeon Flux és una pel·lícula estatunidenca de ciència-ficció dirigida per Karyn Kusama, estrenada l'any 2005. És l'adaptació de la sèrie televisada d'animació Æes Flux, de Peter Chung. Ha estat doblada al català.

## Argument
La història té lloc l'any 2415. El 2011, un virus mortal ha eliminat el 99% de la població de la Terra i, des de llavors, els supervivents de l'espècie humana viuen a Bregna, una ciutat estat emmurallada dirigida per un congrés de científics. Aes Flux (Charlize Theron) és una assassina, membre d'una organització rebel clandestina portada per The Handler (els Monicans). Aquests es comuniquen per telepatia utilitzant pastilles.
Després d'una missió per destruir una estació de vigilància, Aes torna i troba el cos sense vida de la seva germana Una, morta per ser sospitosa de ser una rebel Monican.
Quan Aes és enviada per matar el cap de govern, Trevor Goodchild (Marton Csokas), descobreix que juga inconscientment un paper en un cop d'estat secret. Aquest descobriment la porta a interrogar-se sobre l'origen i el destí de cadascú a Bregna, en particular sobre la seva relació personal amb l'home a qui han encarregat d'assassinar. És aleshores que s'assabenta que és un clon de Cathryn, la difunta esposa de Goodchild, però també que aquest porta experiències en secret per trobar un remei a l'esterilitat que afecta la població des de l'erradicació del virus.

## Repartiment
- Charlize Theron: Aes Flux
- Marton Csokas: Trevor Goodchild
- Jonny Lee Miller: Oren Goodchild
- Sophie Okonedo: Sithandra
- Frances McDormand: Handler
- Pete Postlethwaite: Keeper
- Amelia Warner: Una Flux
- Caroline Chikezie: Freya
- Nikolai Kinski: Claudius
- Paterson Joseph: Giroux
- Yangzom Brauen: Inari

## Premis
- 2 premis Golden Trailer 2006 (Golden Fleece, Golden Trailer)